# Universidad Kyūshū Sangyō

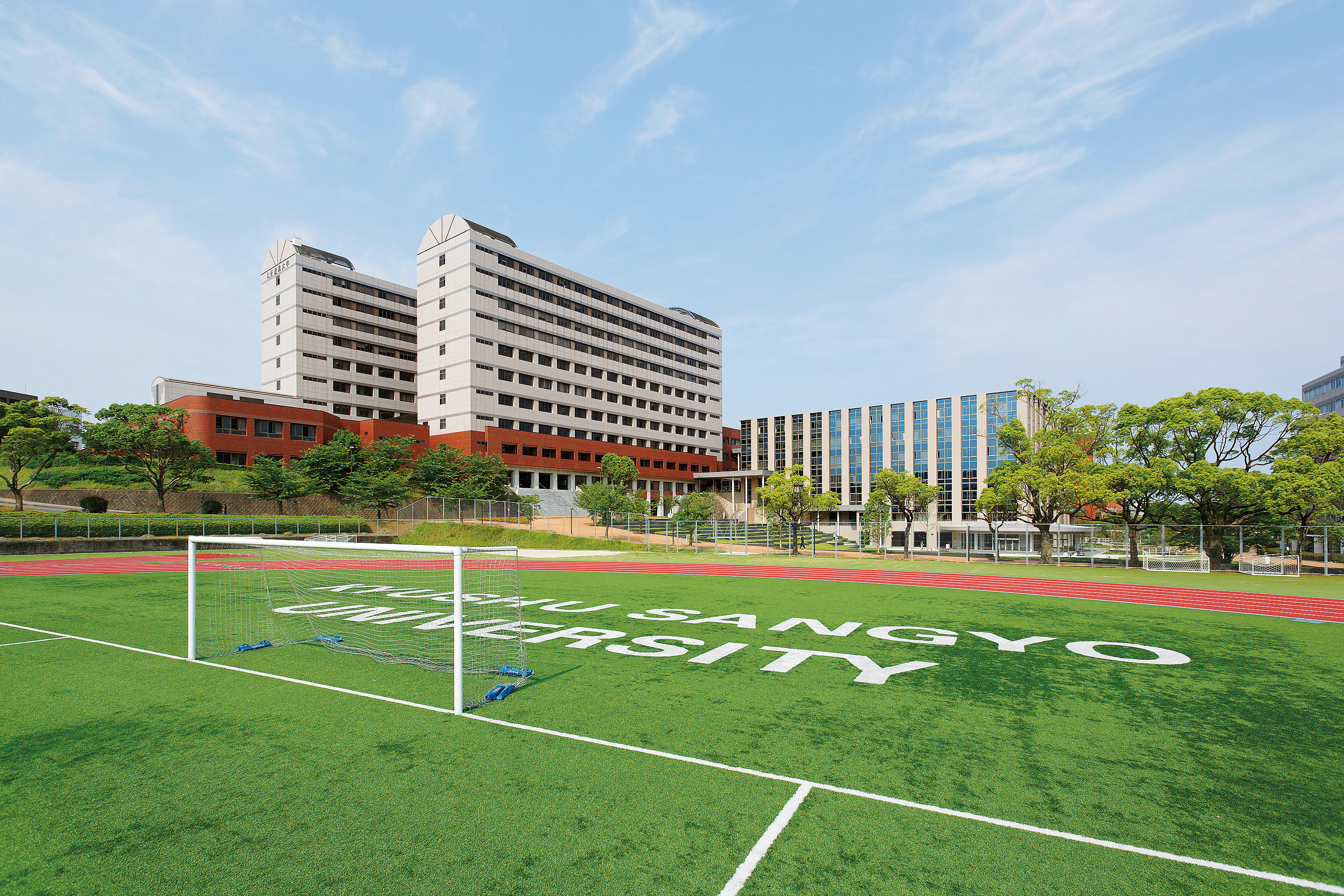
Universidad Kyūshū Sangyō

La Universidad Kyūshū Sangyō (九州産業大学 Kyūshū Sangyō Daigaku?) fue fundada en 1960 en la ciudad de Fukuoka, Japón y actualmente cuenta con veinte departamentos y seis escuelas de posgrado. Es una universidad privada.

## Facultades y departamentos
- Facultad de Ciencias Económicas
  - Departamento de Economía
- Facultad de Comercio
  - Departamento de Comercio
  - Departamento de Industria Turismo
- Escuela Nocturna de Comercio
  - Departamento de Comercio
  - Departamento de Industria Turismo
- Facultad de Gestión
  - Departamento de Gestión Internacional
  - Departamento de Gestión Industrial
- Facultad de Ingeniería
  - Departamento de Ingeniería Mecánica
  - Departamento de Ingeniería Eléctrica
  - Departamento de Química y Bioquímica Aplicada
  - Departamento de Departamento de Ingeniería Civil y Diseño Urbano
  - Departamento de Arquitectura
  - Departamento de Biorrobótica
  - Departamento de Vivienda y Diseño de Interiores
- Facultad de Bellas Artes
  - Departamento de Bellas Artes
  - Departamento de Arte
  - Departamento de Diseño
  - Departamento de Fotografía
- Facultad de Estudios Internacionales de la Cultura
  - Departamento de Estudios Internacionales de la Cultura
  - Departamento de Estudios Regionales de Cultura
  - Departamento de Psicología Clínica
- Facultad de Ciencias de la Información
  - Departamento de Ciencias de la Información

## Profesores famosos
- Ikkō Narahara (fotógrafo)[1]
- Shoji Ueda (fotógrafo)[2]

## Alumnos
- Shunji Dodo (fotógrafo)[3]
- Parque Joon-Kyung (futbolista)[4]
- Kôji Shiraishi (director de cine)[5]
- Masaaki Yuasa (animador)[6]
- Tsukasa Hōjō (mangaka)[7]